# К северу через северо-запад
«К северу через северо-запад» (англ. North by Northwest) — приключенческо-шпионский комедийный триллер 1959 года режиссёра Альфреда Хичкока, по стилистике предвосхищающий фильмы «бондианы». Фильм стал четвёртой и последней совместной работой выдающегося голливудского актёра Кэри Гранта и Альфреда Хичкока. Роль рекламного менеджера Роджера Торнхилла, которого группа иностранных шпионов ошибочно приняла за американского агента разведки, стала наиболее известной работой в карьере Гранта. Кинолента приобрела большую известность и вошла в историю благодаря знаменитой сцене, когда герой Гранта убегает от атакующего его самолёта на кукурузном поле.

## Сюжет
В центре сюжета — несуществующий в реальности, выдуманный спецагент американской разведки. Человека по имени Джордж Каплан не существует, но на его имя снимаются роскошные номера в разных отелях США, на этот раз — в нью-йоркском отеле «Плаза». Иностранная разведка, выслеживающая Каплана под руководством предпринимателя Вандамма, принимает за шпиона респектабельного щёголя и владельца рекламного агентства Роджера Торнхилла (Кэри Грант), появившегося в этом отеле, который и становится её мишенью.
Его похищают из отеля и привозят в поместье дипломата ООН мистера Таунсенда, где пытаются выведать у него, что ему известно об экспортно-импортных операциях Вандамма. Из-за того, что Торнхилл отказывается говорить и назвать себя Капланом, Вандамм приказывает подстроить автокатастрофу, отправив одурманенного бурбоном Торнхилла вниз под гору на угнанном автомобиле. Торнхиллу удаётся очнуться и успешно вылавировать на шоссе, но его арестовывают за вождение угнанного автомобиля в нетрезвом виде. Наутро полиция вместе с ним приезжает в поместье Таунсендов, где женщина, представившаяся супругой владельца, признаётся, что накануне вечером Торнхилл, почувствовав опьянение, покинул вечеринку и сказал всем гостям, что поедет домой на такси.
Заинтригованный Торнхилл отправляется с матерью назад в отель «Плаза», где они обнаруживают, что на имя Каплана забронирован номер, но его никто не видел, несмотря на номер, полный его вещей. Вражеские агенты направляются в номер, убедившись, что Торнхилл внутри, но ему и его матери удаётся ускользнуть, несмотря на встречу с агентами в переполненном лифте.
Из отеля Торнхилл устремляется в Генассамблею ООН, чтобы встретиться с Таунсендом. Таунсенд рассказывает ему, что во время заседания Генассамблеи он всегда живёт в городе, и его поместье сейчас пустует, а супруга его много лет назад умерла. В этот момент дипломата убивает метким бесшумным броском ножа вражеский агент, но подозрение падает на дотронувшегося до ножа Торнхилла, на которого начинается полицейская охота. Несмотря на патрули полиции, ему удаётся добраться до Гранд-Сентрала и без билета сесть на поезд в Чикаго, где у Каплана также забронирован номер в отеле. От полиции ему помогает скрыться в вагоне прекрасная незамужняя женщина Ив 26 лет (Эва Мари Сейнт), которая легко заманивает главного героя в ловушку через постель, оказавшись членом разведывательной вражеской организации и по совместительству любовницей Вандамма.
После ряда неловких покушений, из которых Торнхиллу случайно всегда удавалось выйти целым и невредимым, на него выходит руководитель направления контрразведки, придумавший агента Джорджа Каплана, и рассказывает свой план дальнейших действий. Он также признаётся, что Ив является спецагентом ЦРУ, внимание от которого и должен был отвлечь вымышленный спецагент Каплан. Скоро Вандамм должен покинуть США на самолёте и вылететь за границу вместе с микрофильмами, полными секретных сведений. Ив должна сопровождать его в этой поездке, чтобы узнать больше о его организации.
Торнхилл, влюбившийся в Ив, хочет помешать этому, что ему в итоге и удаётся в поместье на горе Рашмор. При этом микрофильмы у Вандамма похищает Ив, которая вместе с Торнхиллом карабкается вниз по лицам президентов США на горе Рашмор, уходя от погони. После завершения спецоперации Ив соглашается выйти замуж за Торнхилла и они покидают Чикаго на поезде.

## В ролях
- Кэри Грант — Роджер Торнхилл
- Эва Мари Сейнт — Ив Кендалл
- Джеймс Мэйсон — Филипп Вандамм

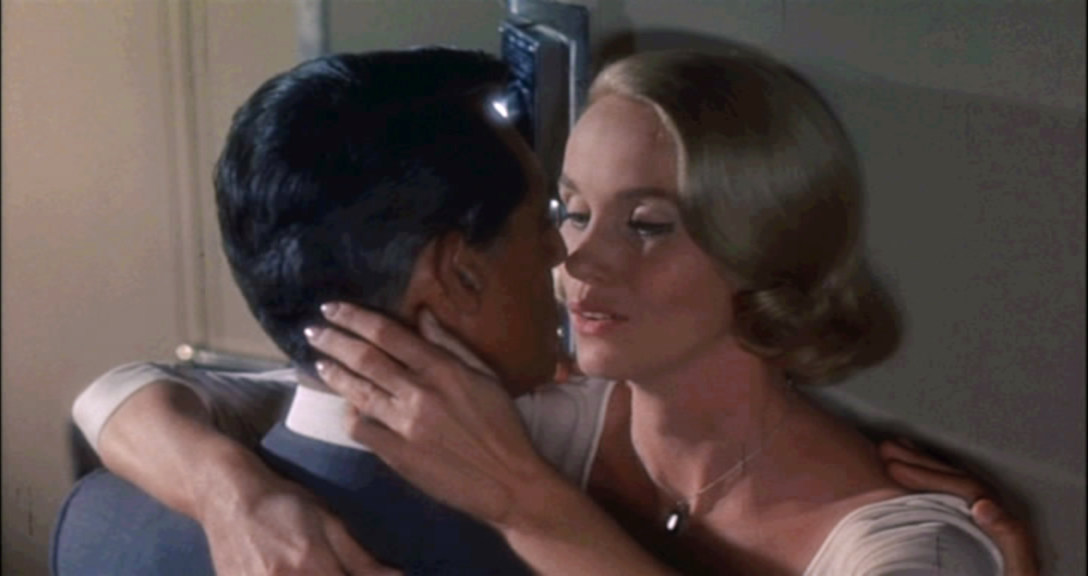
Роджер Торнхилл (Кэри Грант) и Ив Кендалл (Эва Мари Сейнт)

- Мартин Ландау — Леонард, помощник Вандамм
- Лео Г. Кэрролл — профессор ЦРУ
- Джесси Ройс Лэндис — Клара Торнхилл, мать Роджера
- Филип Обер — Лестер Таунсенд
- Джозефин Хатчинсон — сестра Филиппа ван Дамма
- Адам Уильямс — Валериан
- Эдвард Платт — адвокат Торнхилла
- Эдвард Биннс — капитан Джанкет
- Мадж Кеннеди — миссис Финли (в титрах не указана)
- Фрэнк Уилкокс — Герман Уэйтнер (в титрах не указан)

Как обычно в своих фильмах, сам Альфред Хичкок появляется в кадре: на второй минуте он играет не успевшего на автобус прохожего, перед носом которого закрываются двери.

## Создание

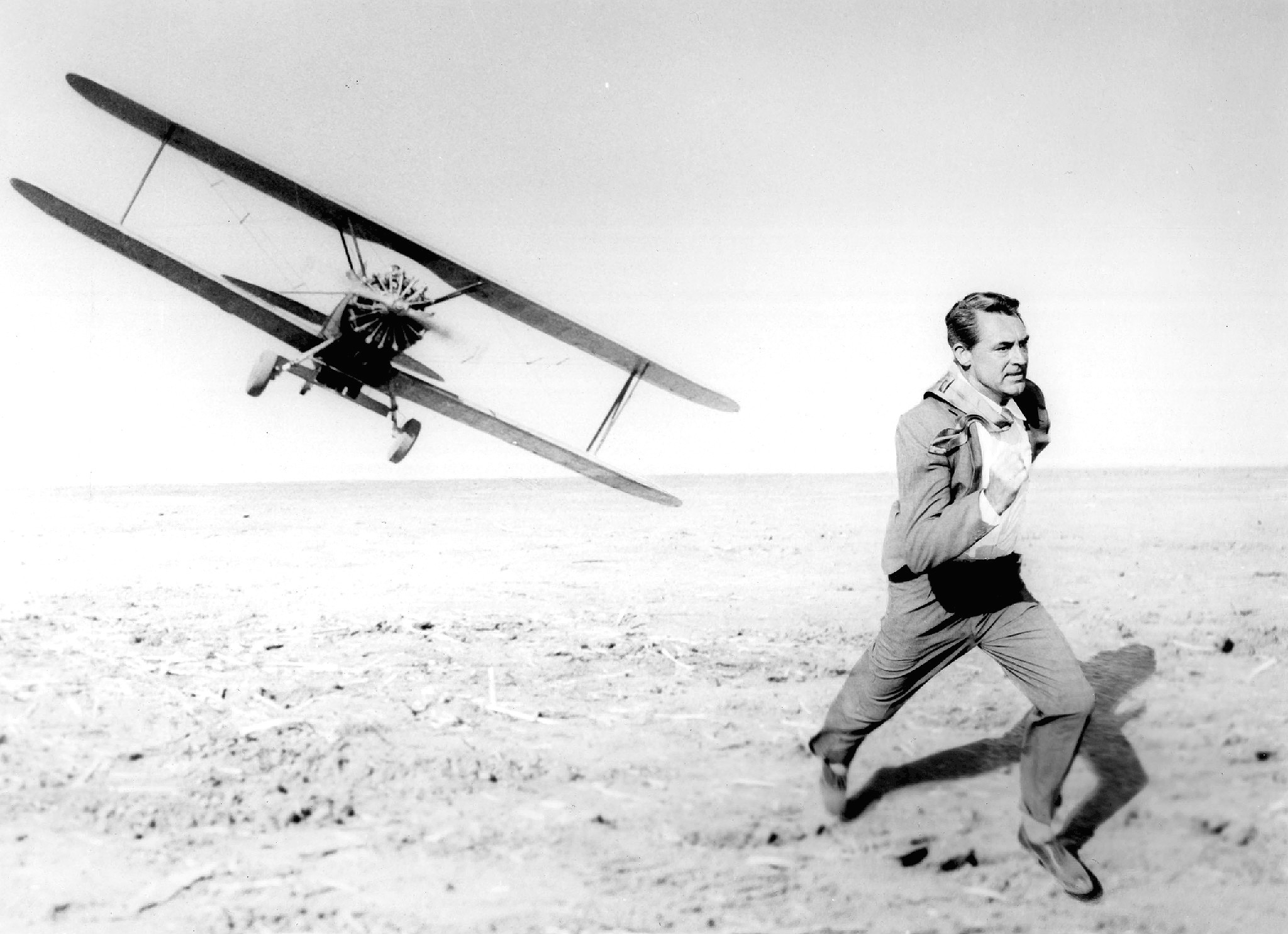
Кадр из фильма. Роджер Торнхилл (Кэри Грант) бежит от атакующего самолёта

Идею фильма о рекламном агенте, которого по ошибке приняли за тайного агента, Альфреду Хичкоку подал Отис Л. Гернси. Отиса Л. Гернси очень поразила реальная история, которая произошла в годы Второй мировой войны: британцы выдумали мифического агента и с блеском водили за нос немцев, потративших немало сил на поиски «шпиона». Фильм стал первым снятым Хичкоком на студии MGM. Работать над новым проектом Хичкок начал ещё во время съёмок фильма «Головокружение» (1958), для чего привлёк Эрнеста Лемана. Сценарий имел предварительное название «В северо-западном направлении» (In a Northwesterly Direction). Съёмки начались в конце августа 1958 года и завершились 24 декабря. Руководство студии пыталось убедить Хичкока сократить окончательную версию фильма (более двух с половиной часов), но режиссёр отказался, сославшись на условия контракта. Шумная премьера прошла 6 августа 1959 года в концертном зале Радио-сити. Воодушевлённый удачной премьерой Хичкок направил Леману телеграмму: «Приём просто грандиозный».

## Критика
После выхода фильма на экраны он был высоко оценён критикой и впоследствии признан одной из самых известных работ Хичкока. В частности, Дейв Калхоун из TimeOut написал: «Фильм проходит по причудливому канату между сексом и расправой, кошмарным триллером и городской комедией… Это один из тех фильмов, в которых можно обнаружить столько вариантов прочтения, сколько пожелаешь: здесь есть и параноидальные заговоры, и фрейдистские кошмары, и притча о современной Америке, в которой окончательный побег надо совершить вниз по горе Рашмор, на которой вырублены лица американских президентов. А всё в целом это невероятная классика». Сразу несколько сцен признаны одними из самых узнаваемых в истории голливудского кино. Наиболее известной из них считается сцена, где Торнхилл убегает от неожиданно напавшего на него самолёта на кукурузном поле. В рецензии Пенелопы Хьюстон для британского киножурнала «Sight & Sound» отмечалось, что «самая эффектная сцена» снята в «абсолютно голых декорациях»: «Кэри Грант выходит из автобуса посреди прерии, кукурузные поля расстилаются вокруг неуместного здесь человека с Мэдисон-авеню, редкие машины пробегают по шоссе среди плоских равнин. Герой ждет встречи с агентом, и вот появляется некто. Они стоят друг напротив друга, разделённые шоссе, но введённый с такой мрачной старательностью персонаж оказывается фермером, ждущим автобус. Фермер в разговоре удивляется, что самолёт опыляет посадки там, где их нет. Садится в автобус, и… самолёт тут же атакует Кэри Гранта, осыпая пулемётными очередями и загоняя в кукурузу. Долгое вступление с длинными планами прерии и одинокой фигурой посреди полей, а затем резкий всплеск насилия — создаёт контраст, который показывает: с нами работает главный эксперт по созданию напряжения».
Французский киновед Жак Лурсель писал, что фильм стал последним «образцом жанра, который был создан самим Хичкоком и правила которого Хичкок утвердил навечно». По ходу повествования персонаж Гранта «постоянно должен подвергаться смертельной опасности, чуть ли не в каждой сцене попадая в неожиданные сюжетные повороты; и это зрелище должно вызывать у зрителя улыбку, но при этом слегка щекотать ему нервы». С момента создания фильма по утверждённым Хичкоком стандартам «продолжают худо-бедно работать множество режиссёров, пытающихся сравниться своими работами с наследием Мастера. Таким образом, память о Хичкоке каждый год служит вдохновением для немалого числа современных фильмов; его гения — увы! — не видно, и нам очень его не хватает».
Питер Акройд также высоко оценил работу режиссёра: «В определённом смысле это типичный хичкоковский набор, воспроизводящий некоторые любимые моменты из его предыдущих фильмов и предлагающий гладкий, живой и увлекательный пересказ его самых популярных приёмов. Иногда фильм приближается к стилизации или пародии, но Хичкок слишком хитёр и умён, чтобы попасться в эту простую ловушку. Подобно главному герою фильма, он всегда остаётся на шаг впереди».

## Награды
- 1960 — Премия Эдгара Аллана По
  - Лучший художественный фильм — Эрнест Леман
- 1959 — Кинофестиваль в Сан-Себастьяне
  - Приз лучшему режиссёру — Альфред Хичкок

### Номинации
- 1960 — Премия «Оскар»
  - Лучшие декорации и работа художника — Уильям А. Хорнинг, Роберт Ф. Бойл, Мэррилл Пай, Генри Грейс, Фрэнк Р. Макилви
  - Лучший монтаж — Джордж Томасини
  - Лучший сценарий — Эрнест Леман

### Последующее признание
- Национальный реестр фильмов (1995)
- Американский институт киноискусства:
  - 100 лучших американских фильмов за 100 лет по версии AFI — 40-е место (1998), 55-е место (2007)
  - 100 самых остросюжетных американских фильмов за 100 лет по версии AFI — 4-е место (2001)
  - 10 лучших американских фильмов в 10 классических жанрах по версии AFI (2008) — 7-е место среди лучших детективов